# نويدي
نويدي (920 - 988 هـ) هو من شعراء إيران في القرن العاشر الهجري.
هو عبدي بيگ زين العابدين علي بن عبد المؤمن بن صدر الدين الأصفهاني الشيرازي، الملقب بمجاهد، والمشتهر في شعره بنويدي. أصله من أصفهان ، غير أنه سكن شيراز مدة طويلة فنسب اليها. عاصر السلطان طهماسب الصفوي و حظي لديه.

## آثاره
له ديوان شعر سماه «جام جمشيد» ، وله خمس مثنويات.